# لامشپرینگه
لامشپرینگه (به آلمانی: Lamspringe) یک منطقهٔ مسکونی در آلمان است که در Lamspringe واقع شده‌است. لامشپرینگه ۵٬۶۲۶ نفر جمعیت دارد.